# Amtsgericht Großrudestedt
Das Amtsgericht Großrudestedt (bis 1879 Justizamt Großrudestedt) war ein von 1850 bis 1949 bestehendes Gericht der ordentlichen Gerichtsbarkeit mit Sitz in der thüringischen Stadt Großrudestedt.

## Geschichte
In der Folge der Revolution von 1848 wurde der Staatsaufbau im Großherzogtum Sachsen-Weimar-Eisenach neu geordnet. So wurden 1850 die noch teilweise aus dem Mittelalter stammenden Ämter abgeschafft und durch Bezirksdirektionen, Justizämter und Rechnungsämter ersetzt, ebenso wurden die letzten noch bestehenden Patrimonialgerichte aufgehoben. Für die Jurisdiktion des aufgehobenen Amtes Großrudestedt wurde dabei das Justizamt Großrudestedt errichtet, dessen Bezirk demzufolge aus den Orten Alperstedt, Bachstedt, Dielsdorf, Eckstedt, Großrudestedt, Haßleben, Kleinbrembach, Kleinrudestedt, Kranichborn, Markvippach, Mittelhausen, Nöda, Riethnordhausen, Schloßvippach, Schwansee, Sprötau, Stotternheim, Thalborn, Vippachedelhausen und Vogelsberg und dem Ort Orlishausen des aufgehobenen Amtes Buttstädt  bestand. Mit Inkrafttreten des Gerichtsverfassungsgesetzes am 1. Oktober 1879 wurden das Justizamt in Amtsgericht Großrudestedt umbenannt und gleichzeitig dem neu errichteten Landgericht Weimar zugeordnet. Der Großrudestedter Gerichtsbezirk selbst änderte sich dabei nicht. Nachdem 1920 Sachsen-Weimar-Eisenach in Thüringen aufgegangen war, kam es am 1. Oktober 1923 zu einer landesweiten Umbildung der bisherigen Gerichtsbezirke. So verlor das Amtsgericht Großrudestedt zum einen die Orte Kleinbrembach und Vogelsberg an das Amtsgericht Buttstädt, erhielt aber zum anderen die Gemeinden Schwerborn und Udestedt vom Amtsgericht Vieselbach und den Ort Werningshausen aus dem Bezirk des Amtsgerichtes Gräfentonna.
Am 1. Oktober 1949 wurden das noch einen Monat vorher dem Landgericht Erfurt unterstellte Amtsgericht Großrudestedt aufgehoben und aus seinem Bezirk die Gemeinden Alperstedt, Eckstedt, Kleinrudestedt, Mittelhausen, Nöda, Riethnordhausen, Schwansee, Schwerborn, Stotternheim und Udestedt dem Amtsgericht Erfurt, die Ortschaften Dielsdorf, Großrudestedt, Haßleben, Kranichborn, Markvippach, Orlishausen, Schloßvippach, Sprötau, Thalborn, Vippachedelhausen und Werningshausen dem Amtsgericht Sömmerda zugeteilt.